# Domingo Godoy Matte
Jorge Domingo Godoy Matte (Santiago, 19 de febrero de 1922-ibíd., 23 de diciembre de 2013) fue un agrónomo y político chileno, militante de Renovación Nacional (RN).

## Familia y estudios
Fue hijo de Domingo Godoy Pérez y Luisa Matte Moreno. Realizó sus estudios en el Instituto Inglés de Santiago; luego de finalizar su etapa escolar, ingresó a la carrera de Agronomía en la Universidad de Chile, titulándose de ingeniero agrónomo en 1943, luego de presentar la memoria Una enfermedad que se titula Carbón del Mar. Posteriormente, efectuó un postgrado en Economía Agraria en la Universidad Abraham Lincoln, en Nebraska. 
Más adelante, en 1963, obtuvo la Beca Eisenhower para residir en Estados Unidos.

### Matrimonios e hijos
Se casó con María Alicia Huidobro Morandé, tuvieron cuatro hijos, entre ellos a: Domingo Godoy Huidobro, Soledad Godoy Huidobro e Ignacio Godoy Huidobro.
Y un segundo matrimonio, en 1976, con Carmen Ibáñez Soto, futura diputada, tuvieron a Joaquín (n. 1977), político, Carmen, historiadora y a María Luisa (n. 1980), presentadora de televisión.

## Carrera política
Comenzó sus actividades políticas en la universidad, siendo presidente del Centro de Estudiantes de Agronomía. Fue de militancia liberal, entre 1953 y 1956 fue regidor por la Municipalidad de Romeral.
En 1966, fue uno de los fundadores del Partido Nacional (PN).
En 1969 fue elegido diputado por Los Andes, San Felipe y Petorca, antigua provincia de Aconcagua, siendo reelegido en 1973 por la misma agrupación departamental.
Con posterioridad se inscribió como militante de Renovación Nacional (RN).

## Historial electoral

### Elecciones parlamentarias de 1973
- Elecciones parlamentarias de 1973 para las provincias de Petorca, La Ligua y San Felipe[2]